# Corporació Catalana de Mitjans Audiovisuals
La Corporació Catalana de Mitjans Audiovisuals (in spagnolo Corporación Catalana de Medios Audiovisuales, sigla CCMA) è un ente pubblico della Generalitat de Catalunya, incaricato di produrre e diffondere prodotti audiovisivi impiegati per la normalizzazione linguistica e culturale della Catalogna.
È stata fondata nel 1983 e fino al 2007 era denominata Corporació Catalana de Ràdio i Televisió (CCRTV). La CCMA è membro della Federazione di Organismi di Radio e Televisione Autonómicos (FORTA).
La CCMA è composta da Televisió de Catalunya e Catalunya Ràdio, che gestiscono rispettivamente i comparti televisivo e radiofonico.

## Attività

### Televisione
Televisió de Catalunya diffonde nel territorio della comunità autonoma due canali generalisti e altri tre tematici, uno dei quali trasmette anche in alta definizione. Tutte le emittenti vengono diffuse in chiaro su tutto il territorio in digitale terrestre nonché via cavo e satellite.
| Logo | Canale  | Tipologia                                                        | Inizio trasmissioni |
| ---- | ------- | ---------------------------------------------------------------- | ------------------- |
|      | TV3     | Canale generalista                                               | 10 settembre 1983   |
|      | El 33   | Canale a vocazione culturale, divide il proprio segnale con SX3. | 10 settembre 1989   |
|      | SX3     | Canale dedicato ai bambini, divide il segnale con El 33          | 10 ottobre 2022     |
|      | Esport3 | Canale sportivo                                                  | 5 febbraio 2011     |
|      | 3/24    | Canale all news                                                  | 12 febbraio 2003    |
|      | TV3 CAT | Canale internazionale                                            | 23 aprile 1996      |

### Radio
L'ente radiofonico Catalunya Ràdio comprende quattro emittenti che coprono il territorio catalano.
| Logo | Emittente            | Tipologia                  | Inizio trasmissioni |
| ---- | -------------------- | -------------------------- | ------------------- |
|      | Catalunya Ràdio      | Canale generalista         | 20 giugno 1983      |
|      | Catalunya Informació | Canale all news            | 11 settembre 1992   |
|      | Catalunya Música     | Canale musicale            | 10 maggio 1987      |
|      | iCat                 | Canale di musica e cultura | 22 aprile 2006      |

### Canali radiofonici per l'estero
Le emissioni per l'estero di Catalunya Ràdio sono disponibili attraverso il DTT delle Baleari e varie piattaforme di pagamento in Spagna e in Europa e a livello internazionale, attraverso i diversi sistemi di ascolto della radio su Internet.
| Logo | Canale          | Tipologia          | Inizio di trasmissioni |
| ---- | --------------- | ------------------ | ---------------------- |
|      | Catalunya Ràdio | Canale generalista | 20 giugno 1983         |

## Partecipazioni
- Agenzia Catalana di Notizie (Partecipazione maggioritaria)
- Vang 3 Pubblicazioni (Con La Vanguardia)

## Finanziamento
Il modello di finanziamento del CCMA è misto. Le risorse economiche provengono principalmente dai bilanci approvati dalla Generalitat de Catalunya e dalle entrate pubblicitarie.
Il budget complessivo del 2017 è di 307244100 €, di cui 231 milioni provenienti dal Dipartimento di Presidenza della Generalitat de Catalunya, 68,2 milioni dalla pubblicità e quasi 8 milioni da altre fonti. Pertanto, oltre i tre quarti del finanziamento del CCMA proviene dalla Generalitat.